# The Girl from Jones Beach
The Girl from Jones Beach é um filme de comédia estadunidense dirigido por Peter Godfrey e escrito por I. A. L. Diamond. É estrelado por Ronald Reagan, Virginia Mayo, Eddie Bracken, Dona Drake, Henry Travers e Lois Wilson. O filme foi lançado pela Warner Bros. em 16 de julho de 1949.

## Elenco
- Ronald Reagan como Bob Randolph / Robert Benerik
- Virginia Mayo como Ruth Wilson
- Eddie Bracken como Chuck Donovan
- Dona Drake como Connie Martin
- Henry Travers como Judge Bullfinch
- Lois Wilson como Sra. Wilson
- Florence Bates como Miss Emma Shoemaker
- Jerome Cowan como Sr. Graves
- Helen Westcott como Miss Brooks
- Paul Harvey como Jim Townsend
- Lloyd Corrigan como Sr. Evergood
- Gary Gray como Woody Wilson
- Myrna Dell como Lorraine Scott
- Joan Vohs como modelo (sem créditos)